# Wargame: Red Dragon
Wargame: Red Dragon ist ein von Eugen Systems entwickeltes Echtzeit-Strategiespiel und wurde von Focus Home Interactive am 17. April 2014 veröffentlicht. Es ist das Sequel zum 2012 erschienenen Wargame: European Escalation sowie zum 2013 erschienenen Wargame: Airland Battle.

## Spielprinzip
Wargame: Red Dragon enthält 17 spielbare Parteien mit insgesamt mehr als 1450 verschiedenen Einheiten. Neu in diesem Teil der Reihe sind Einheiten rund um amphibische Kriegsführung, so unter anderem diverse Schiffstypen (Zerstörer, Korvetten, Landungsboote, Versorgungsboote etc.), mobile Abschussrampen für Antischiffsraketen und Amphibienfahrzeuge.
Wie seine Vorgänger bietet auch Red Dragon einen umfassenden Mehrspielermodus. In verschiedenen Spielmodi können Schlachten sowohl an Land als auch auf dem Wasser ausgetragen werden. Einige Multiplayer-Karten bieten auch Gefechte ausschließlich auf dem Wasser an.

## Handlung
Die verschiedenen Kampagnen behandeln fiktive Konflikte, die zum Teil auf realen Ereignissen aufbauen oder von solchen inspiriert wurden. Zum Zeitpunkt der Auslieferung enthielt das Spiel die vier Kampagnen USA/Südkorea – Busan Pocket – 1987, China – Bear vs Dragon – 1979, Großbritannien/ANZAC/Kanada – Pearl of the Orient – 1984 und UdSSR – Climb Mount Narodnaia – 1984. Die Kampagne Second Korean War – 1992 ist Teil eines kostenlosen DLC.
Die im Spiel vorhandenen Parteien verteilen sich auf zwei Fraktionen:
| BLUEFOR                           | REDFOR            |
| --------------------------------- | ----------------- |
| Vereinigte Staaten von Amerika    | Sowjetunion       |
| Frankreich                        | China             |
| Kanada                            | Nordkorea         |
| Vereinigtes Königreich            | Ostdeutschland    |
| ANZAC (Australien und Neuseeland) | Polen             |
| Japan                             | Tschechoslowakei  |
| Südkorea                          | Finnland (DLC)    |
| Westdeutschland                   | Jugoslawien (DLC) |
| Dänemark                          |                   |
| Schweden                          |                   |
| Norwegen                          |                   |
| Niederlande (DLC)                 |                   |
| Israel (DLC)                      |                   |
| Südafrika (DLC)                   |                   |
| Italien (DLC)                     |                   |

## Technik
Wargame: Red Dragon nutzt die Version 4 der IRISZOOM-Spiel-Engine des Entwicklers Eugen Systems, deren Vorgängerversionen bereits in den Teilen Wargame: Airland Battle und European Escalation sowie R.U.S.E. zum Einsatz kam. Die Unterstützung für macOS und Linux wurde mit Patch 117427 eingestellt.

## Rezeption
Das große Finale der Trilogie bleibe aus. Wargame: Red Dragon fühle sich wie eine Erweiterung an, das zumindest gut mit den Elementen der Vorgänger zusammenspielt. Wargame: Red Dragon sei enttäuschend. Die Kampagne sei trotz spannender Ausgangslage unter den Erwartungen. Die Anzahl an Einheiten blähe das Spiel auf und sorge bei Problemen mit der Ausbalancierung. Der Mehrspielermodus bliebe fast unangetastet. Die Marine-Einheiten seien keine wichtige Neuerung. Die Inszenierung der Kampagne bleibe trocken. Einsatzziele innerhalb der Missionen seien eintönig. Siege und Unentschieden sorgen für plötzliche Kampfabbrüche bei Erreichen einer Punktegrenze. Die Einführungsphase sei schwer. Abwechslungsreiche Spielmodi fehlen. Umfang und Details seien hoch.